# Neocurupira
Genre
Neocurupira est un genre d'insectes diptères nématocères de la famille des Blephariceridae.

## Liste d'espèces
Selon BioLib (15 avril 2019) :
- Neocurupira campbelli Dumbleton, 1963
- Neocurupira chiltoni (Campbell, 1921)
- Neocurupira hudsoni Lamb, 1913 - espèce type[2]
- Neocurupira rotalapisculus Craig, 1968
- Neocurupira tonnoiri Dumbleton, 1963

## Publication originale
- (en) C. G. Lamb, « On Two Belpharocerids from New Zealand », Transactions and Proceedings of the New Zealand Institute, vol. 45,‎ 1913, p. 70-75 (ISSN 1176-6158 et 2744-4120, lire en ligne).